# Re Lear (film 1910 De Liguoro)
Re Lear è un cortometraggio muto italiano del 1910 diretto e interpretato da Giuseppe De Liguoro.